# Château de Silves
Le château de Silves est un château portugais dont on pense que les premières fortifications ont été construites sur un ancien castro lusitanien, par les Romains ou les Wisigoths. Entre le VIIIe et le XIIIe siècle, le château a été occupé par les Maures qui l'ont agrandi, ce qui en a fait l'une des fortifications musulmanes les mieux conservées du Portugal . Appelé aussi château Al Hamra (le rouge), il est constitué d'une enceinte crénelée, en grès rouge, occupant une surface de 12 hectares.
La forteresse a subi les aléas des diverses conquêtes et reconquêtes. Elle a été étendue au XVe siècle. Les bâtiments ont été fortement endommagés par le tremblement de terre de 1755. Elle a été restaurée en 1835. Sa grande citerne à eau voûtée est toujours utilisée par la ville. Il s'y tient une fête de la bière chaque juillet.

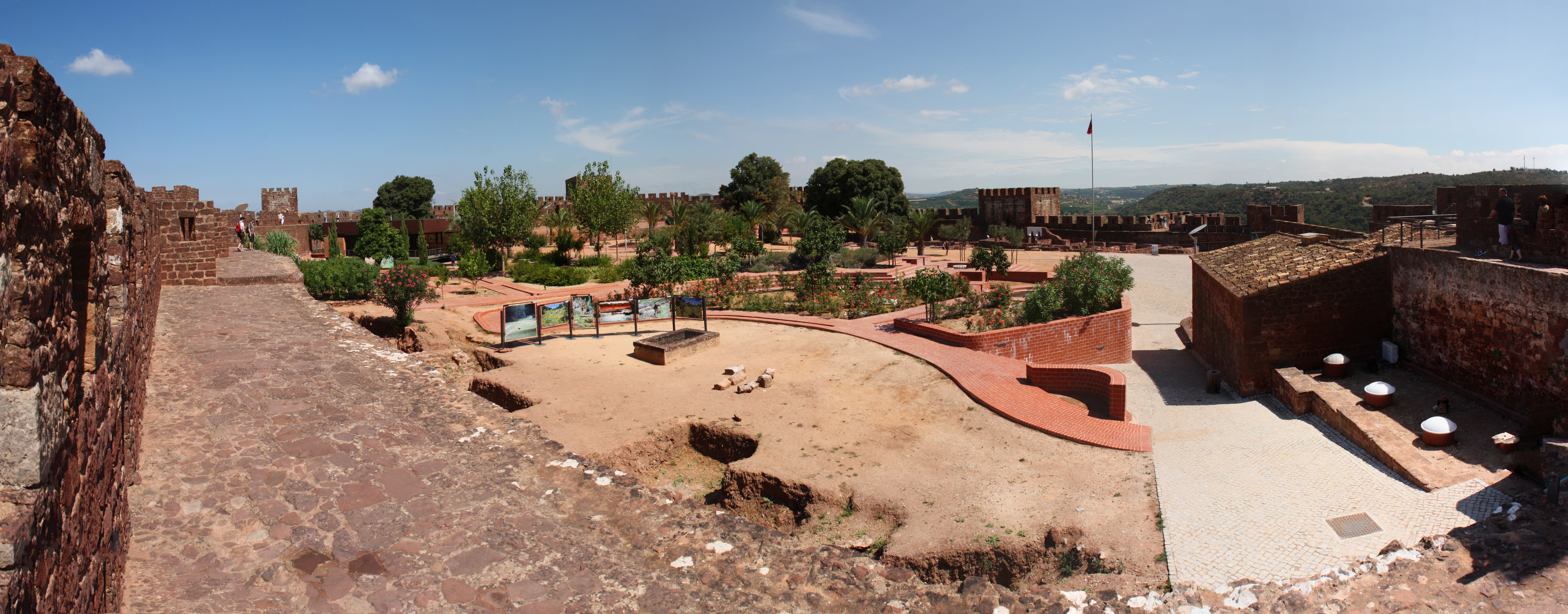
Panoramique du Château